# Topomyia winter
Topomyia winter är en tvåvingeart som beskrevs av Dong, Wu och Mao 2006. Topomyia winter ingår i släktet Topomyia och familjen stickmyggor. Inga underarter finns listade i Catalogue of Life.